# Certhidea
Certhidea – rodzaj ptaków z rodziny tanagrowatych (Thraupidae).

## Występowanie
Rodzaj obejmuje gatunki występujące na archipelagu Galapagos w Ameryce Południowej.

## Morfologia
Długość ciała 10 cm, masa ciała 8–12 g.

## Systematyka

### Etymologia
Zdrobnienie < rodzaj Certhia Linnaeus, 1758, pełzacz.

### Podział systematyczny
Do rodzaju należą następujące gatunki:
- Certhidea olivacea Gould, 1837 – owadziarka zielona
- Certhidea fusca P.L. Sclater & Salvin, 1870 – owadziarka szara – takson wyodrębniony z C. olivacea[7][8][9][10].